# Едвард Морган Форстер
Е́двард Мо́рган Фо́рстер, частіше Е. М. Фо́рстер (англ. Edward Morgan Forster, 1 січня 1879, Лондон — 7 червня 1970, Ковентрі
) — британський письменник, романіст, лібретист і есеїст, якого цікавила нездатність людей різних соціальних (класових, етнічних) груп зрозуміти й прийняти один одного. Належав до Bloomsbury Group.
Найбільш відомий своїми романами, зокрема «Кімната з краєвидом» (1908), «Говардс-Енд» (1910) і «Поїздка до Індії» (1924).
Він також написав численні оповідання, есе, промови та радіопередачі, а також обмежену кількість біографій та кілька театральних п’єс. 
У багатьох його романах розглядаються класові відмінності та лицемірство. Його номінували на Нобелівську премію з літератури протягом 22 років.

## Біографія і творчість
Син архітектора. Закінчив Кембридж, де відвідував засідання гуртка «кембриджських апостолів». Згодом був близький до групи Блумсбері, дружив з композитором Б. Бріттеном. Отримав значний спадок, що дозволив йому вільно займатися літературою.
Перші п'ять романів Форстер написав, не маючи досвіду сексуальних стосунків. За традицією письменників XIX століття він шукав свободи від умовностей поствікторіанської Англії на Сході. У 1919-21 рр. його коханою людиною був кондуктор єгипетського трамвая, після переїзду до Індію його змінив місцевий цирульник.
Під час проживання в Олександрії Форстер звів дружбу з Кавафісом. Саме він відкрив грецького поета для Європи, опублікувавши у 1919 році переклади його лірики в часописі Атенеум. Він же відкрив для Заходу «александрійську» тему, розвинену потім в Александрійському квартеті Лоренса Даррелла і підхоплену Йосипом Бродським.
У 1920-і роки Форстер закохався в Індію, при цьому дещо ідеалізував її. Великий успіх мав його роман «Поїздка до Індії» (1924), згодом екранізований Д. Ліном. У 1930-ті роки відійшов від літератури. Вів передачі на Бі-Бі-Сі, займався громадською діяльністю, виступав як антифашист. Серед присуджених йому нагород — Орден Кавалерів Пошани та Орден Заслуг.
Посмертно була опублікована повість Форстера «Моріс», в якій автор відверто розповів про любовний зв'язок двох юнаків в Англії початку століття. Ця повість, разом з романами «Говардс-Енд» і «Кімната з видом», була екранізована відомим шанувальником творчості Форстера — режисером Джеймсом Айворі.

## Список творів

### Романи
- «Куди бояться ступити ангели» (Where Angels Fear to Tread) (1905)
- «Найдовша подорож» (The Longest Journey) (1907)
- «Кімната з видом» (A Room with a View) (1908)
- «Говардс Енд» (Howards End) (1910)
- «Поїздка до Індії» (A Passage to India) (1924)
- «Моріс» (Maurice) (1913–1914, згідно з волею автора опубліковано посмертно в 1971);
- Arctic Summer (1980) (опубліковано посмертно, незакінчений)

### Повісті
- «Машина зупиняється» (1909) — фантастична антиутопія про залежність людей, що далеко зайшла, від техніки. Передбачені Інтернет, відеоконференції, соціальні мережі та ін.[8]

### Есе
- Aspects of the novel (1927)

### Інші твори
- Alexandria: A History and Guide (1922)
- Pharos and Pharillon (A Novelist's Sketchbook of Alexandria Through the Ages) (1923)
- Біллі Бадд (1951, лібрето опери Б.Бріттена за повістю Г. Мелвілла)

## Екранізації
- 1984 — «Поїздка до Індії». Реж. Девід Лін. В ролях — Джуді Девіс. 2 премії «Оскар», 9 номінацій.
- 1985 — «Кімната з видом». Реж. Джеймс Айворі. В гол. ролі Гелена Бонем Картер. 3 премії «Оскар», 5 номінацій.
- 1987 — «Моріс». Реж. Джеймс Айворі. В гол. ролі Г'ю Грант. 1 номінація на премію «Оскар»
- 1991 — «Там, де навіть ангели бояться з'явитися». В ролях — Джуді Девіс, Гелен Міррен, Гелена Бонем Картер
- 1992 — «Маєток Говардс Енд». Реж. Джеймс Айворі. В гол. ролях — Ентоні Гопкінс, Емма Томпсон, Гелена Бонем Картер. 3 премії «Оскар», 6 номінацій.